# Aso Rock
Der Aso Rock ist ein monolithischer Felsen nordöstlich von Abuja in Nigeria. Er liegt 936 Meter über dem Meeresspiegel und überragt seine Umgebung um 400 Meter. Der Granitfelsen ist die auffälligste Landmarke der nigerianischen Hauptstadt Abuja.
In seiner Nähe sind die Residenz des Präsidenten, die nigerianische Nationalversammlung und der Oberste Gerichtshof angesiedelt. Aso bedeutet „siegreich“ in der Muttersprache der jetzt vertriebenen Asokoro (das Volk des Sieges).